# Adolf Schmal
Adolf Schmal, Felix Adolf Schmal, född 18 augusti 1872 i Dortmund, död 28 augusti 1919 i Salzburg. Österrikisk cyklist och fäktare som tog ett guld och två brons i cykling vid olympiska spelen 1896. 
Schmal deltog i 333-meters-, 10-kilometers-, 100-kilometers och 12 timmarsloppen i cykling vid olympiska spelen 1896. Han vann 12-timmarsloppet och tog brons i 333-meters- och 10-kilometersloppen. I fäktningen kom han på fjärde plats i sabel.